# کالین کلارک (فوتبال)
کالین کلارک (انگلیسی: Colin Clark؛ زادهٔ ۱۱ آوریل ۱۹۸۴ - درگذشته ۲۶ اوت ۲۰۱۹) یک بازیکن فوتبال اهل ایالات متحده آمریکا بود. وی همچنین در تیم ملی فوتبال ایالات متحده آمریکا بازی کرده‌است.